# Cyperns fodboldlandshold
Cyperns fodboldlandshold er det nationale fodboldhold i Cypern, og landsholdet bliver administreret af Kypriake Omospondia Podosfairou. Holdet har aldrig deltaget i en slutrunde.

## Historie
Cypern spillede sin første landskamp 30. juli 1949, da man i Tel Aviv mødte den nyoprettede nation Israel. Siden da har cyprioterne fast forsøgt at kvalificere sig til såvel EM- som VM-slutrunder, men har aldrig opnået succes. Tættest på kom holdet under kvalifikationen til EM i 2000, hvor man efter blandt andet en 3-2 sejr over Spanien kun sluttede ét point fra den adgangsgivende andenplads. 
Af andre store cypriotiske resultater kan nævnes en sejr over Nordirland i 1974, en uafgjort mod Italien i 1983 og en 5-2 sejr over Irland i 2006. I 1994 spillede man desuden uafgjort 1-1 mod de daværende europamestre Danmark.